# Лакруа, Кристиан
Кристиан Мари Марк Лакруа (фр. Christian Marie Marc Lacroix; 16 мая 1951, Арль) — французский модельер, основатель дома высокой моды Christian Lacroix (1987, работал в нём до 2009).

## Биография
Родился на юге Франции в 1951 году в семье инженеров. После окончания школы переехал в Монпелье, где в 1970—1972 годах учился в Университете Поля Валери на факультете искусствоведения, работал над темой костюма в живописи XVIII века, также увлекался изучением работ художников по костюмам в кинематографе. Намереваясь стать музейным куратором, в 1973 году переехал в Париж, где начал учиться в Сорбонне на факультете истории искусств и в школе Лувра.
Начал работать как дизайнер обуви и аксессуаров, пробовал себя как модный критик. В 1978 году был принят на работу в модный дом Hermès, в 1980 году стал работать ассистентом в доме «Ги Полен». В 1981 году перешёл на работу в дом «Жан Пату», где ему удалось утроить объёмы продаж. В 1987 году при финансовой помощи Бернара Арно открыл свой собственный дом моды. Его первая коллекция с пышными короткими юбками-кринолинами имела большой успех в Нью-Йорке.

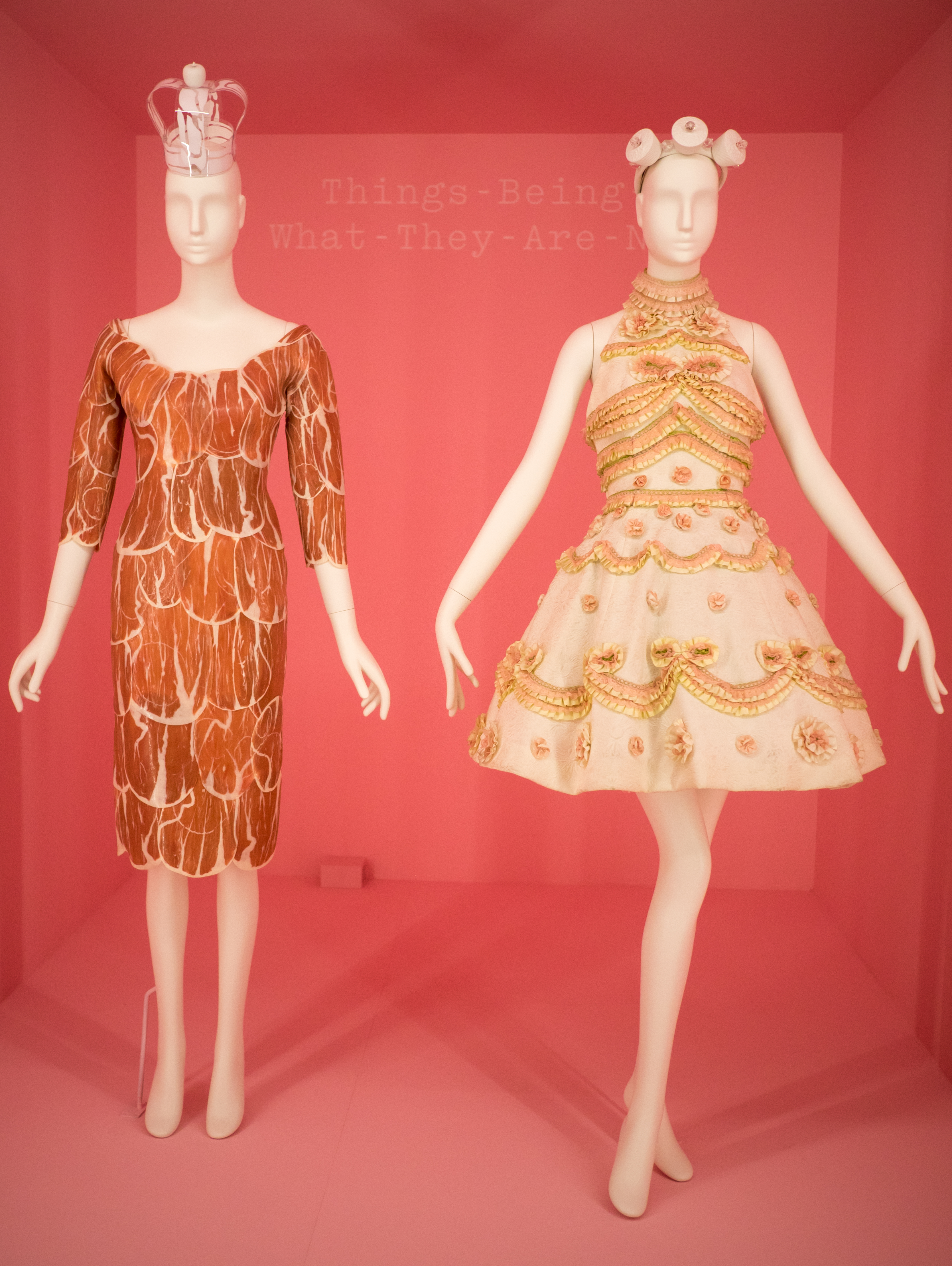
Дизайн платья от Лакруа (справа) на выставке Метрополитен-музея.

в 1990-е годы прославился как любимый дизайнер Эдины Муссон в британском ситкоме «Ещё по одной». В 1994 году запустил линию более доступной одежды «Bazar». В 1996 году начал выпускать линию джинсовой одежды, в 1997 — посуду и столовые приборы (совместно с Christofle), в 1999 — парфюмерную линию, в 2001 — детскую одежду, в 2004 — женское бельё и одежду для мужчин, тогда же создал униформу для экипажа и наборы для пассажиров 1-го класса (включая пижаму) для авиакомпании Air France.
В 2002—2005 году, не покидая собственный дом, осуществлял художественное руководство домом Emilio Pucci.
Кристиан Лакруа разработал множество платьев для голливудских звезд, среди них свадебное платье Кристины Агилеры.
Начиная с 2006 года Кристиан Лакруа занимает пост председателя правления Национального центра сценического костюма в Мулене (Овернь). В октябре того же года в рамках проекта «Мода в движении» Музей Виктории и Альберта провёл в своих стенах показ его коллекции женской одежды.
В 2009 году был вынужден оставить свой модный дом, который был объявлен банкротом и претерпел полную реструктуризацию. Он потерял право использовать своё имя в качестве бренда.
Кристиан Лакруа оформил интерьеры нескольких парижских гостиниц: l’Hôtel du Petit Moulin в квартале Маре (2005), l’Hôtel Bellechasse в Сен-Жермен-де-Пре (2007) и l’Hôtel Notre Dame неподалёку от собора Парижской Богоматери (2010).
В 2011 году он начал сотрудничать с барселонским брендом одежды Desigual.

### Семья
В 1974 году женился на Франсуазе Розентиль.

## Работы

### В театре
- 1987 — «Павшие ангелы», балет Кэрол Армитаж, Парижская опера
- 1988 — «Парижское веселье», балет Леонида Мясина, Американский театр балета
- 1995 — «Федра», трагедия Жана Расина, Комеди-Франсэз
- 1997 — «Вальс конфет» и вальс «На прекрасном голубом Дунае», Новогодний концерт Венского филармонического оркестра.
- 1998 — «Тема с вариациями», балет Джорджа Баланчина, Венская опера
- 1999 — «Золушка», Венская опера.
- 2000 — «Драгоценности», балет Джорджа Баланчина, Парижская опера
- 2001 — «Шехеразада», балет Бьянки Ли, Парижская опера
- 2022 — «Золушка», балет в постановке Тамары Рохо, Шведская королевская опера.

### В спорте
В 1990-е годы создавал костюмы для соревнований для французской фигуристки Сурии Бонали.

## Фильмография
- 1994 — «Высокая мода», художественный фильм Роберта Олтмена (камео).

## Признание и награды
- 1986 — Специальная премия Американского совета модельеров
- 2002 — кавалер ордена Почётного легиона (награду получил после показа своей коллекции «весна—лето 2003» из рук президента концерна LVMH Бернара Арно).